# Либеральная партия (Норвегия)
Либеральная партия или Венстре (норв. Venstre, V, — «левая») — либеральная партия в Норвегии. Основана 28 января 1884 года, является старейшей политической партией страны. С 2020 года во главе партии стоит Гури Мельбю (норв. Guri Melby).
Партия имеет молодёжное крыло (норв. Norges Unge Venstre, NUV), основанное в 1909 году.

## История
В начале 1880-х годов в Норвегии разгорелась общенациональная дискуссия о том, следует ли вводить в стране парламентаризм. Либералы, сторонники учреждения парламента, образовали 28 января 1884 года первую в истории страны партию, получившую название Венстре — «Левая». Вскоре консерваторы, противники парламентаризма, создали свою партию, названную Хёйре — «Правая». После победы либералов и создания первого норвежского парламента основатель и лидер Венстре Юхан Свердруп, получив поддержку большинства в Стортинге, стал первым норвежским премьер-министром назначенным парламентом.
С самого начала своего существования партия Венстре выступала за свободу вероисповедания, создание правового общества, всеобщее избирательное право (введено для мужчин в 1898 году, для женщин в 1913), разрыв шведско-норвежского союза (1905 год), утверждение новонорвежского как государственного языка Норвегии, защищала интересы рабочих и малоземельных крестьян.
В первые десятилетия после 1884 года правительства Венстре и Хёйре чередовались, сменяя друг друга. С ростом популярности Рабочей партии значение и влияние либералов стало падать. Выборы 1915 года стали последними, на которых Венстре получила большинство в Стортинге. Либералы ещё больше ослабли после создания в 1920 году Фермерской партии (ныне Партия Центра) и появления в 1933 году Христианской народной партии, которые частично формировались из бывших членов Венстре.
6 раз члены Венстре возглавляли правительство Норвегии. Основатель партии Йохан Свердруп (норв. Johan Sverdrup руководил кабинетом министров с 1884 по 1889 год. Трижды премьер министром Норвегии был Йохан Людвиг Мовинкель (норв. Johan Ludwig Mowinckel). Он возглавил правительство с 1924 по 1926, с 1928 по 1931 и с 1933 по 1935 годы. По два раза главами норвежского правительства были Йоханнес Стеен (норв. Johannes Steen, 1891—1893 и 1898—1902), Отто Блер (норв. Otto Blehr, 1902—1903 и 1921—1923) и Гуннар Кнудсен (норв. Gunnar Knudsen, 1908—1910 и 1913—1920). Также пост премьер-министра в 1907—1908 годах занимал Йорген Лёвланд (норв. Jørgen Løvland). После второй мировой войны члены Венстре 4 раз входили в состав норвежского правительства.
В начале 70-х годов XX века в партии произошёл конфликт из-за вопроса о евроинтеграции. В 1972 году большинство делегатов партийного съезда в Рёросе отказались поддержать вступление страны в Европейское экономическое сообщество. Недовольные этим решением, в том числе лидер партии Хельге Сейп и 9 из 13 членов парламента, вышли из Венстре и создали свою партию — Либеральную народную (норв. Det Liberale Folkepartiet). Этот раскол привёл к провальному выступлению на выборах в Стортинг в 1973 году. Венстре потеряла почти две трети голосов своих избирателей по сравнению с предыдущими выборами и получила всего два места вместо 13 ранее имевшихся. В 1974 году новым лидером Венстре была избрана Ева Колстад, ставшая первой женщиной-лидером политической партии в Норвегии.
В 1985 году Венстре впервые в своей истории решила поддержать правительство Рабочей партии, что привело к самому неудачному выступлению партии на выборах за всю её историю — всего 3,1 % голосов и ни одного места в парламенте. В 1988 году Венстре и Либеральная народная партия объединились. Несмотря на воссоединение на выборах 1989 года единая партия Венстре вновь осталась без мандатов в парламенте. В 1993 году Венстре не удалось преодолеть 4-процентный барьер на выборах, но в стортинг по округу Хордаланн был избран Ларс Спонхейм (норв. Lars Sponheim), позднее возглавивший партию. На выборы 1997 года Венстре пошла совместно с Христианской народной партией и Партией Центра. Венстре удалось провести в стортинг 6 депутатов и войти в первый кабинет Хьеля Магне Бунневика (17 октября 1997 — 17 марта 2000). В 2000 году партия Венстре резко выступила против нарушения правил о защите окружающей среды правительством, принявшим решение ввести в эксплуатацию теплоэлектростанцию без очистительных сооружений. На выборах 2001 года Венстре вновь не преодолела 4-процентный барьер, но получила 2 места в парламенте и смогла добиться трёх министерских постов во втором кабинете Бунневика. Выборы 2005 года оказались для партии самыми удачными с 1969 года, она получила 5,9 % голосов и провела в парламент сразу 10 своих представителей. Несмотря на успех партия оказалась в оппозиции к правительству красно-зелёной коалиции. В 2009 году Венстре смогла сохранить в стортинге всего 2 места, добившись успеха на выборах в Осло и Акерсхусе. 14 сентября 2009 года Ларс Спонхейм подал в отставку с поста лидера партии. На партийной конференции в апреле 2010 года Трин Скей Гранде была единогласно избрана новым лидером партии.

## Название партии
Несмотря на своё левое название партия традиционно позиционирует себя как центристская «несоциалистическая» партия. В 1884 году, когда партия получила своё название, слово «левый» ещё не ассоциировалось с социализмом, как сегодня. Оно означало либеральный или радикальный, по сравнению с «правыми», консерваторами. Такое использование слова «левый» ведёт своё происхождение со времён Великой французской революцией, когда радикальные республиканские депутаты Национального собрания располагались слева от кресла председателя, а консерваторы и монархисты наоборот, справа.

## Идеология
Венстре придерживается либерализма, социал-либерализма и центризма. В 1990-х и 2000-х годах партия основное внимание уделяла проблемам защиты окружающей среды, образования, малого бизнеса и социальным вопросам. Венстре выступает за более высокие налоги на деятельность, которая наносит ущерб окружающей среде, за введение гарантированного минимального дохода (норв. Borgerlønn) для всех граждан, отмену статуса Церкви Норвегии как государственной и расширение полномочий местных органов власти. Либералы являются сторонниками политики мультикультурализма, увеличения иммиграции в Норвегию и мягкой интеграции иммигрантов в общество. На общенациональном съезде в 2005 году большинство делегатов, хотя и с перевесом всего в пять голосов, отвергли идею присоединения Норвегии к Европейскому союзу. В то же время партия по прежнему поддерживает членство в Европейской экономической зоне. Однако в 2020 году Венстре изменила свою позицию по поводу членства Норвегии в ЕС после того как большинство на общенациональном съезде партии проголосовало в поддержку этой идеи. В 2007 году Венстре стала первой норвежской партией выступившей за пересмотр авторского права и свободный обмен файлами.

## Членство и структура
Максимальное количество членов в Венстре было зафиксировано в 1980 году — 10 000 человек. Позднее число членов партии значительно сократилось и падало до выборов 2009 года, после которых пошёл обратный процесс. На конец 2009 года в партии числилось 8 544 человек.
Высший орган — национальный съезд (landsmøte), собирающийся ежегодно. На съезде избирается национальное правление (landsstyret), в которое входят члены центрального руководства партии, представители от каждой региональной партийной организации и от смежных организаций, а также 6 членов партии, избранных в правление на самом съезде. Правление собирается 5-6 раз в год. В остальное время работу партии организует центральное правление (sentralstyret), подотчётное правлению. В состав центрального руководства входят руководитель партии, его заместители и 4 постоянных члена правления, избираемые на съезде, а также по одному представителю от молодёжного крыла и Норвежского женского союза Венстре. Партия состоит из губернских дружин (fylkeslag), губернские дружины — их местных дружин (lokallag).
Губернские дружины
Высший орган губернской дружины — губернская конференция (fylkesårsmøtet), между губернскими конференциями — губернское правление (fylkesstyret).
Местные дружины
Высший орган местных дружин — общее собрание местной дружины (lokallagsårsmøte), между общими собраниями местной дружины — правление местной дружины (lokallagsstyret). Молодёжное крыло - .
Смежные организации
- Союз молодых либералов (Unge Venstre, UV);
- Дружина либеральных женщин Норвегии (норв. Norges Venstrekvinnelag).

## Представительство в Стортинге
| Год  | % голосов | мест |
| ---- | --------- | ---- |
| 1906 | 45,4 %    | 73   |
| 1909 | 30,7 %    | 46   |
| 1912 | 40,2 %    | 76   |
| 1915 | 33,3 %    | 74   |
| 1918 | 28,3 %    | 52   |
| 1921 | 20,1 %    | 37   |
| 1924 | 19,6 %    | 34   |
| 1927 | 17,3 %    | 30   |
| 1930 | 20,2 %    | 33   |
| 1933 | 17,1 %    | 24   |
| 1936 | 16,0 %    | 23   |
| 1945 | 13,8 %    | 20   |
| 1949 | 13,1 %    | 21   |
| 1953 | 10,0 %    | 15   |
| 1957 | 9,7 %     | 15   |
| 1961 | 8,8 %     | 14   |
| 1965 | 10,4 %    | 18   |
| 1969 | 9,4 %     | 13   |
| 1973 | 3,5 %     | 2    |
| 1977 | 3,2 %     | 2    |
| 1981 | 3,9 %     | 2    |
| 1985 | 3,1 %     | 0    |
| 1989 | 3,2 %     | 0    |
| 1993 | 3,6 %     | 1    |
| 1997 | 4,5 %     | 6    |
| 2001 | 3,9 %     | 2    |
| 2005 | 5,9 %     | 10   |
| 2009 | 3,9 %     | 2    |
| 2013 | 5,2 %     | 9    |
| 2017 | 4,4 %     | 8    |

## Международные организации
Венстре является членом европартии Альянс либералов и демократов за Европу и Либерального интернационала.